# Fleet Air Arm
Fleet Air Arm er den britiske flådes flyvetjeneste, forkortet FAA, og er en afdeling under Royal Navy med ansvar for alle fly og helikoptere i den britiske flåde. FAA blev oprettet i 1937, men havde en forgænger i Royal Naval Air Service, som eksisterede 1912-1918, hvorefter den blev slået sammen med Royal Flying Corps til Royal Air Force.

## Størrelse
Cirka 6.200 personer og 250 fly og helikoptere.

## Udstyr
Styrken består af 200 kampfly og 50 skolefly, der vedligeholdes, ligesom personellet optrænes, i nært samarbejde med Royal Air Force.